# Arne Weel
Arne Kaj Frisenborg Weel (født 15. januar 1891 i Aarhus, død 2. oktober 1975 på Frederiksberg) var en dansk skuespiller, teaterinstruktør og -direktør. Han spillede som ung skuespiller ofte elskerroller, og senere fik han en langvarig karriere som direktør for forskellige teatre. Han var gift fire gange, blandt andet med Liva Weel.

## Karriere
Arne Weel blev født i Aarhus, men debuterede i København i 1908 og spillede i de følgende år på Dagmarteatret, Casino og 1914-28 på Scala-Teatret, alle i København. På Scala fik han stor succes og spillede blandt andet operette og revy, lige som han prøvede også kræfter med iscenesættelse. I en af revyerne sang han det, der skulle blive hans kendingsnummer: Du gamle måne. Blandt hans roller kan nævnes Klint i Genboerne og Herløv i Eventyr paa Fodrejsen, lige som han var med i danmarkspremieren på No No Nanette på Casino.
Engagementet på Scala var ikke kontinuerligt, og Arne Weel var også på turne i den periode, lige som han gæstede flere teatre i hovedstaden, i provinsen samt i nabolandenes hovedstæder. Fra 1930 blev han direktør for Riddersalen, hvilket han var i tre perioder: 1930-33, 1940-41 og 1947. Indimellem var han direktør på Nørrebros Teater, Dagmarteatret, Frederiksberg Teater, Det Ny Teater samt turneteatre.
I 1952 overtog han ledelsen af Alléscenen, som han skaffede kunstnerisk, men ikke økonomisk succes. Et underskud betød, at han forlod dette teater i 1959 og aldrig mere blev teaterdirektør. I stedet helligede Weel sig instruktion og skuespil, i en lang periode på Aalborg Teater. Mod slutningen af sin karriere fik han en del tv-opgaver som skuespiller.
Ved siden af teateret medvirkede Arne Weel i en del stumfilm samt enkelte talefilm, lige som han også instruerede et par stykker.
Gennem en længere årrække forsøgte han at få en biografbevilling, hvilket aldrig lykkedes.

## Privatliv
Arne Weel var gift fire gange:
- 1913 med Else Mantzius
- 1921 med Liva Weel, med hvem han fik sønnen Jørgen Weel
- 1927 med Lise Dorph
- 1947 med Karen Marie Løwert

Hans sidste fire år var præget af sygdom, men han nåede at udgive erindringsbogen Så Festligt Var Det i 1972.

## Filmografi
Ud over de nævnte film var Weel involveret i flere udenlandske film.

### Stumfilm
Han medvirkede i en lang rækkke stumfilm, blandt andet:
- Afgrunden (1910)
- Lejla (1913)
- Søstrene Corrodi (1913)
- Hovmod står for fald (1914)
- Godsforvalteren (1914)
- Sønnen (1914)
- Den fjerde dame (1914)
- Stribolt på kærlighedsstien (1915)

### Talefilm
- Bag Københavns kulisser (1935 + instruktion og manuskript)
- Helle for Helene (1959)
- Kvindelist og kærlighed (1960)
- Poeten og Lillemor og Lotte (1960)
- Mennesker mødes og sød musik opstår i hjertet (1967)

### Instruerede film
- Den kloge mand (1937)
- Det begyndte ombord (1937)
- En desertør (1940)
- En forbryder (1941)